# 中央医疗军
中央医疗军（德語：Zentraler Sanitätsdienst），官方英语译名为联合医疗軍（英語：Joint Medical Service），是德国联邦国防军的跨军种軍醫部队，成立于2000年10月，指挥官为医疗军监察长。

## 组织结构
中央医疗军的组织结构如下：
- 医疗军司令部（德语：Kommando Sanitätsdienst der Bundeswehr）
  - 医疗行动支援司令部，驻魏森费尔斯
  - 医疗地区支援司令部，驻迪茨